# Dystoni
Dystoni är ett sjukdomstillstånd i nervsystemet där den drabbade får ofrivilliga ihållande muskelsammandragningar som leder till vridande upprepade rörelser eller onormal kroppshållning. Ofta är detta mycket smärtsamt.
Sjukdomen debuterar vanligen i 50-årsåldern. De drabbade är oftast kvinnor.
Det finns olika typer av dystoni. Patienter med primär eller idiopatisk dystoni har som symptom endast dystoni i olika former:
- Cervikal dystoni (även kallad spasmodisk torticollis) börjar smygande hos vuxna som en muskelspänning i nacken och utvecklas gradvist till ofrivillig  onormal hållning av huvudet, ofta med inslag av ryckningar och smärta. Behandlingen är symtomatisk.
- Blefarospasm medför ofrivillig blinkning och knipning med ögonlocken. Behandlingen är ofta symtomatisk med botulinumtoxin injektioner.
- Skrivkramp är ett exempel på dystoni som utlöses av en speciell aktivitet och medför oförmåga att skriva. Liknande tillstånd kan ses vid andra aktiviteter som kräver hög finmotorisk precision.

Patienter med sekundär dystoni har även andra neurologiska sjukdomstecken, såsom parkinsonism eller myoklonus. Exempel på sjukdomar där dystoni ofta förekommer är:
- Parkinsons sjukdom
- Huntingtons sjukdom
- Wilsons sjukdom

Orsaken till dystoni är inte fullständigt känd. Studier av patienter med blefarospasm, skrivkramp med flera tillstånd har visat att flera hjärnstrukturer är involverade, både på hjärnbarksnivå och i storhjärnans djupare strukturer. Primär dystoni är vanligare i vissa familjer vilket skulle kunna förklaras av att orsaken kan vara genetisk. En viss form av dystoni som oftast debuterar i barndomen har kopplats till genen DYT-1.
Dystoni är ännu inte botbar. Vissa former av dystoni kan förbättras spontant i perioder. Flera former av lokaliserad dystoni behandlas framgångsrikt med upprepade injektioner av botulinumtoxin. Generaliserad dystoni är svårare att behandla. En särskild subtyp (undergrupp) svarar utmärkt på levodopa som annars används vid Parkinsons sjukdom. I särskilt svåra fall används ibland neurokirurgiska ingrepp.
Diagnosen är svår att ställa och missas ofta.